# Municipalità di Abasha
La municipalità di Abasha (in georgiano აბაშის მუნიციპალიტეტი?) è una municipalità georgiana della Mingrelia-Alta Svanezia.
Nel censimento del 2002 la popolazione si attestava a 28 707 abitanti. Nel 2014 il numero risultava essere 22 341.
La cittadina di Abasha è il centro amministrativo della municipalità, la quale si estende su un'area di 323 km².

## Popolazione
Dal censimento del 2014 la municipalità risultava costituita al 99,6% da persone di etnia georgiana.

## Monumenti e luoghi d'interesse
- Parco nazionale di Kolkheti
- Casa di Konstantine Gamsakhurdia